# Grammy Award alla miglior interpretazione vocale rock femminile
Il Grammy Award alla miglior interpretazione vocale rock femminile (Grammy Award for Best Female Rock Vocal Performance) è un premio dei Grammy conferito dalla National Academy of Recording Arts and Sciences per la qualità della miglior registrazione rock vocale femminile.
Il premio è stato conferito per la prima volta nel 1980 con il nome Best Rock Vocal Performance, Female", poi dal 1995 la categoria ha cambiato nome in Best Female Rock Vocal Performance. Nel 1988, 1992, 1994 e poi dal 2005 il riconoscimento non è stato assegnato né in questa categoria né in quella maschile e al suo posto è stato consegnato un premio in una categoria unica senza distinzioni di genere: miglior interpretazione vocale rock solista.

## Vincitori e candidati

### Anni 1980
- 1980
  - Donna Summer - Hot Stuff
  - Cindy Bullens – Survivor

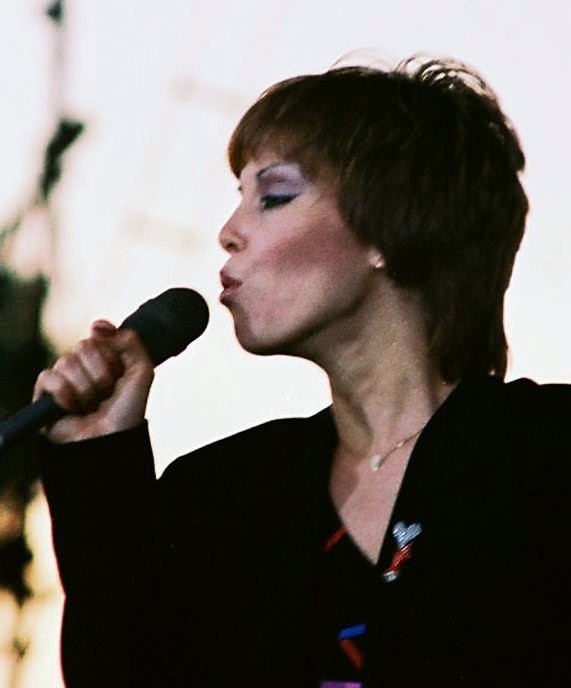
Pat Benatar ha vinto 4 volte in questa categoria.

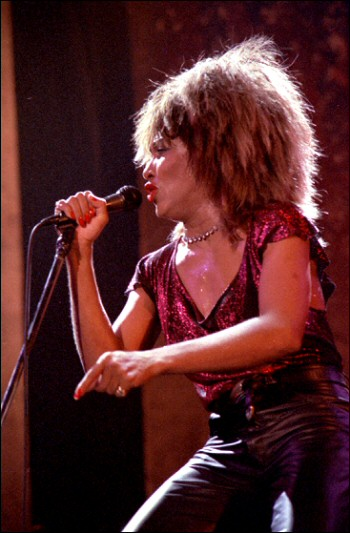
Tina Turner ha vinto 4 volte in questa categoria.

  - Rickie Lee Jones – The Last Chance Texaco
  - Bonnie Raitt – You're Gonna Get What's Coming
  - Carly Simon – Vengeance
  - Tanya Tucker – TNT
- 1981
  - Pat Benatar - Crimes of Passion
  - Joan Armatrading – How Cruel
  - Marianne Faithfull – Broken English
  - Linda Ronstadt – How Do I Make You?
  - Grace Slick – Dreams
- 1982[2]
  - Pat Benatar - Fire and Ice
  - Donna Summer – Cold Love
  - Stevie Nicks – Edge of Seventeen
  - Yōko Ono – Walking on Thin Ice
  - Lulu – Who's Foolin' Who
- 1983[3]
  - Pat Benatar - Shadows of the Night
  - Kim Carnes – Voyeur
  - Linda Ronstadt – Get Closer
  - Bonnie Raitt – Green Light
  - Donna Summer – Protection
- 1984[4]
  - Pat Benatar - Love Is a Battlefield
  - Joan Armatrading – The Key
  - Kim Carnes – Invisible Hands
  - Stevie Nicks – Stand Back
  - Bonnie Tyler – Faster Than the Speed of Night
- 1985[5]
  - Tina Turner - Better Be Good to Me
  - Lita Ford – Dancin' on the Edge
  - Bonnie Tyler – Here She Comes
  - Wendy O. Williams – WOW
  - Pia Zadora – Rock It Out
- 1986[6]
  - Tina Turner - One of the Living
  - Pat Benatar – Invincible
  - Melba Moore – Read My Lips
  - Nona Hendryx – Rock This House
  - Cyndi Lauper – What a Thrill
- 1987[7]
  - Tina Turner - Back Where You Started
  - Pat Benatar – Sex as a Weapon
  - Cyndi Lauper – 911
  - Stevie Nicks – Talk to Me
  - Bonnie Raitt – No Way to Treat a Lady
- 1988: Premio unito alla categoria Miglior interpretazione vocale rock solista
- 1989
  - Tina Turner - Tina Live in Europe
  - Pat Benatar – All Fired Up
  - Toni Childs – Don't Walk Away
  - Melissa Etheridge – Bring Me Some Water
  - Sinéad O'Connor – The Lion and the Cobra

### Anni 1990
- 1990[8]
  - Bonnie Raitt - Nick of Time
  - Pat Benatar – Let's Stay Together

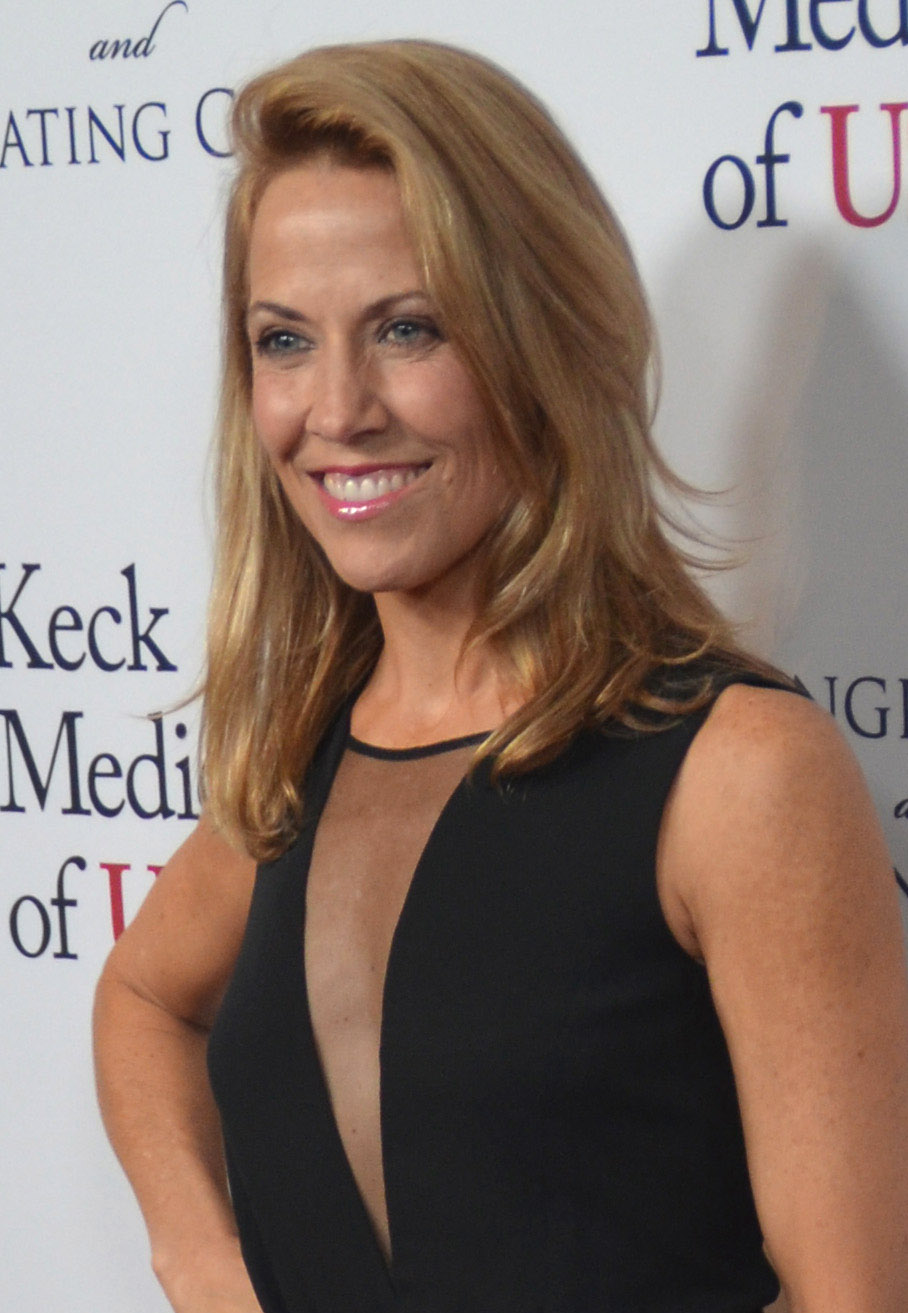
Sheryl Crow ha vinto 4 volte in questa categoria.

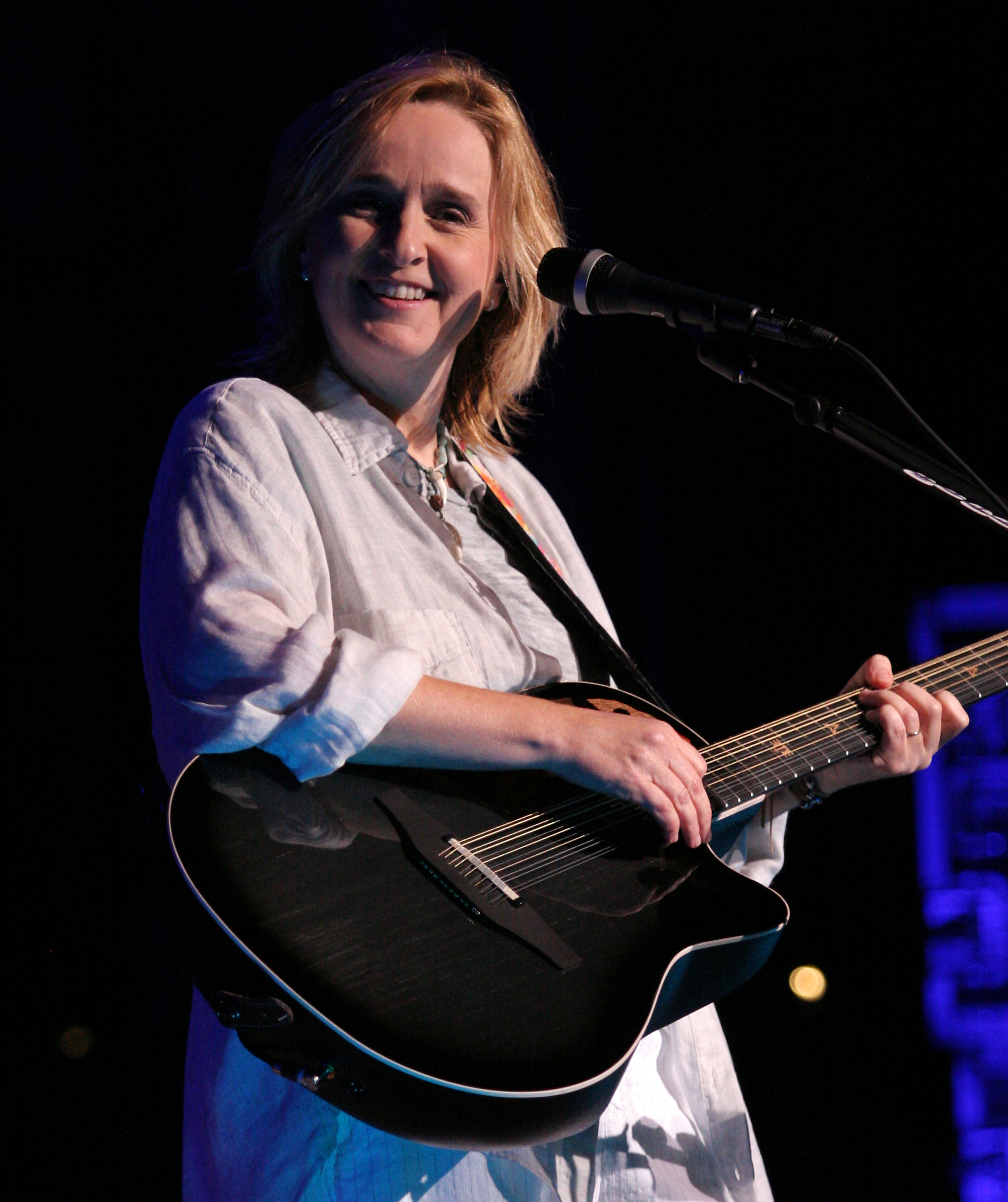
Melissa Etheridge ha vinto 2 volte in questa categoria.

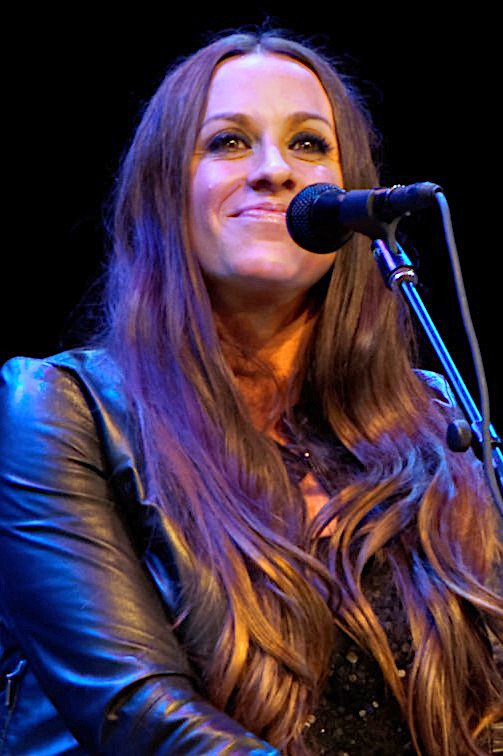
Alanis Morissette ha vinto 2 volte in questa categoria.

  - Melissa Etheridge – Brave and Crazy
  - Cyndi Lauper – I Drove All Night
  - Tina Turner – Foreign Affair
- 1991[9]
  - Alannah Myles - Black Velvet
  - Melissa Etheridge – The Angels
  - Janet Jackson – Black Cat
  - Stevie Nicks – Whole Lotta Trouble
  - Tina Turner – Steamy Windows
- 1992: Premio unito alla categoria Miglior interpretazione vocale rock solista
- 1993[10]
  - Melissa Etheridge - Ain't It Heavy
  - Lita Ford – Shot of Poison
  - Alison Moyet – It Won't Be Long
  - Alannah Myles – Rockinghorse
  - Tina Turner – The Bitch Is Back
- 1994: Premio unito alla categoria Miglior interpretazione vocale rock solista
- 1995
  - Melissa Etheridge - Come to My Window
  - Sheryl Crow – I'm Gonna Be a Wheel Someday
  - Liz Phair – Supernova
  - Sam Phillips – Circle of Fire
  - Bonnie Raitt – Love Sneakin' Up On You
- 1996[11]
  - Alanis Morissette - You Oughta Know
  - Toni Childs – Lay Down Your Pain
  - PJ Harvey – Down by the Water
  - Joan Osborne – St. Teresa
  - Liz Phair – Don't Have Time
- 1997[12]
  - Sheryl Crow - If It Makes You Happy
  - Tracy Bonham – Mother Mother
  - Tracy Chapman – Give Me One Reason
  - Joan Osborne – Spider Web
  - Bonnie Raitt – Burning Down the House
- 1998[13]
  - Fiona Apple - Criminal
  - Meredith Brooks – Bitch
  - Ani DiFranco – Shy
  - Abra Moore – Four Leaf Clover
  - Patti Smith – 1959
- 1999[14]
  - Alanis Morissette - Uninvited
  - Tori Amos – Raspberry Swirl
  - Sheryl Crow – There Goes the Neighborhood
  - Ani DiFranco – Glass House
  - Lucinda Williams – Can't Let Go

### Anni 2000
- 2000[15]
  - Sheryl Crow - Sweet Child o' Mine
  - Tori Amos – Bliss
  - Ani DiFranco – Jukebox
  - Melissa Etheridge – Angels Would Fall
  - Sarah McLachlan – Possession (live)
- 2001[16]
  - Sheryl Crow - There Goes the Neighborhood
  - Fiona Apple – Paper Bag
  - Melissa Etheridge – Enough of Me
  - Alanis Morissette – So Pure
  - Patti Smith – Glitter in Their Eyes
- 2002[17]
  - Lucinda Williams - Get Right with God
  - Tori Amos – Strange Little Girl
  - Melissa Etheridge – I Want to Be in Love
  - PJ Harvey – This Is Love
  - Stevie Nicks – Planets of the Universe
- 2003[18]
  - Sheryl Crow - Steve McQueen
  - Melissa Etheridge – The Weakness in Me
  - Avril Lavigne – Sk8er Boi
  - Bonnie Raitt – Gnawin' on It
  - Susan Tedeschi – Alone
- 2004[19]
  - Pink - Trouble
  - Michelle Branch – Are You Happy Now?
  - Avril Lavigne – Losing Grip
  - Bonnie Raitt – Time of Our Lives
  - Lucinda Williams – Righteously